# Памятник Чапаеву (Волноваха)
Памятник Василию Чапаеву (укр. Пам'ятник Василію Чапаєву; также известен как монумент «Казак») — ныне утраченный памятник, который был расположен в Волновахе.
В связи с законом о декоммунизации памятник было решено демонтировать, однако когда на это не хватило денег, и жители многократно заявляли о желании его сохранить, памятник было решено переименовать. 9 ноября 2015 года депутаты горсовета Волновахи с целью защиты монумента от вандализма приняли решение переименовать памятник Василию Чапаеву в монумент «Казак». В постановлении, в частности, отмечалось:

Рассмотрев заявление жителей города Волноваха о переименовании памятника В. Чапаеву, учитывая результаты общественного обсуждения, городской совет решил «переименовать памятник Чапаеву, расположенный в г. Волноваха Донецкой области, в монумент „Казак“»
Волновахский горсовет принял постановление внести соответствующие изменения «в паспорт памятника, охранный договор и реестр памятников культурного наследия».
«Казак» простоял год, после чего власти, вопреки желанию жителей[каких?] ,  решили его снести. 29 сентября 2016 года памятник был демонтирован. Инициатором сноса памятника выступил руководитель Военно-гражданской администрации Донецкой области Павел Жебривский. И. о. председателя Волновахской райгосадминистрации Александр Иванченко сообщил, что на месте памятника Чапаеву будет строиться мемориал памяти погибшим в военной операции против сепаратистов. Также, по заявлению чиновника, памятник Чапаеву источал повышенный радиационный фон, что было обнаружено бойцами химбезопасности одной из бригад ВСУ. По их утверждению радиоактивность памятника составляла 25 мкР/час. 